# هيتي بيرلنغيم بيتي
هيتي بيرلنغيم بيتي (بالإنجليزية: Hetty Burlingame Beatty)‏ هي كاتِبة وكاتبة للأطفال أمريكية، ولدت في 8 أكتوبر 1907، وتوفيت في 20 أغسطس 1971.